# ماگنوس لندین یاکوبسن
ماگنوس لندین یاکوبسن (دانمارکی: Magnus Landin Jacobsen؛ زادهٔ ۲۰ اوت ۱۹۹۵) بازیکن هندبال اهل دانمارک است.